# Timofei Skatow
Timofei Dmitrijewitsch Skatow (russisch Тимофей Дмитриевич Скатов, englisch Timofey Dmitriyevich Skatov; * 21. Januar 2001 in Petropawl, Kasachstan) ist ein russisch-kasachischer Tennisspieler.

## Karriere
Skatow erreichte auf der ITF Junior Tour am 1. Januar 2018 die Spitzenposition. Im September 2017 stand er zunächst im Halbfinale der US Open und verlor gegen Axel Geller. Auch beim Orange Bowl stand er in diesem Jahr im Halbfinale, wo er Hugo Gaston unterlag. Anfang 2018 erreichte er zudem das Viertelfinale der Australian Open. Im Doppel war sein bestes Resultat ebenfalls das Viertelfinale beim selben Turnier. Im Jahr 2019, seinem letzten Jahr als Junior, spielte er nur noch ein Turnier der Junioren und konzentrierte sich stattdessen ganz auf die Profiturniere.
In seinem Premierenjahr spielte er fast ausschließlich auf der ITF Future Tour, wo er zwei Halbfinals und zwei Finals erreichte. In Shymkent gewann er außerdem sein erstes Match auf der höherdotierten ATP Challenger Tour. Das Jahr schloss er auf Platz 584 der Tennisweltrangliste ab. 2020 gewann er dann drei Titel im Einzel und stieg damit auf sein zwischenzeitliches Karrierehoch von Platz 438. In Nur-Sultan wurde Skatow eine Wildcard für das Einzelfeld des ATP-Tour-Events zuerkannt. Bei seinem Debüt dort verlor er deutlich in der Auftaktrunde gegen den finnischen Qualifikanten Emil Ruusuvuori. Das Jahr schloss er auf Platz 444 ab.

## Erfolge
| Legende (Anzahl der Siege) |
| Grand Slam                 |
| ATP Finals                 |
| ATP Tour Masters 1000      |
| ATP Tour 500               |
| ATP Tour 250               |
| ATP Challenger Tour (3)    |

### Einzel

#### Turniersiege
| Nr. | Datum           | Turnier  | Belag | Finalgegner       | Ergebnis       |
| --- | --------------- | -------- | ----- | ----------------- | -------------- |
| 1.  | 9. Oktober 2022 | Parma    | Sand  | Jozef Kovalík     | 7:5, 6:72, 6:4 |
| 2.  | 25. Mai 2024    | Augsburg | Sand  | Elmer Møller      | 3:6, 7:5, 6:3  |
| 3.  | 16. August 2025 | Todi     | Sand  | Stefano Travaglia | 7:64, 0:6, 6:2 |

## Abschneiden bei Grand-Slam-Turnieren

### Einzel
| Turnier         | 2022 | 2023 | 2024 | 2025 | Karriere |
| --------------- | ---- | ---- | ---- | ---- | -------- |
| Australian Open | 1    | Q2   | Q1   | Q1   | 1        |
| French Open     | Q2   | 1    | —    | Q2   | 1        |
| Wimbledon       | —    | Q1   | Q3   | Q2   | —        |
| US Open         | —    | 1    | 1    |      | 1        |

Zeichenerklärung: S = Turniersieg; F, HF, VF, AF = Einzug ins Finale / Halbfinale / Viertelfinale / Achtelfinale; 1, 2, 3 = Ausscheiden in der 1. / 2. / 3. Hauptrunde; Q1, Q2, Q3 = Ausscheiden in der 1. / 2. / 3. Qualifikationsrunde; nicht ausgetragen